# 거차군도
거차군도(巨次群島)는 전라남도 진도군 조도면에 속하는 군도이다. 진도 남단에서 남서쪽 약 30킬로미터 떨어진 서남해상에 위치하며, 북거차도, 동거차도, 윗대섬, 아랫대섬, 송도, 항도 등으로 이루어져 있다. 잡곡 생산과 수산업이 성행하고 있다.